# FK Banga Gorżdy
Banga Gorżdy (lit. Futbolo Klubas Banga) – litewski klub piłkarski z siedzibą w Gorżdach.

## Historia
Chronologia nazw:
- 1955—1956: Žalgiris Gorżdy (lit. Žalgiris Gargždai)
- 1957—1962: Nemunas Gorżdy (lit. Nemunas Gargždai)
- 1963—1965: Statybininkas (Silikatas) Gorżdy (lit. Statybininkas (Silikatas) Gargždai)
- 1966—: Banga Gorżdy (lit. Banga Gargždai)

W 1955 r. założono Žalgirisa Gorżdy, który występował w rozgrywkach lokalnych. Do 1966 r. nazywał się on również Nemunas, Statybininkas i Silikatas, po czym przyjął obecną nazwę. W 1990 r. debiutował w ówczesnej II lidze, po czym spadł klasę niżej. W następnym roku powrócił do nowej II ligi. W sezonie 1993/94 zajął 3. miejsce, wywalczając awans do A Lygi, w której występował do 2001 r. Następnie grał w II i III lidze. W sezonie 2008 zajął 3. miejsce, ale przed rozpoczęciem sezonu otrzymał prawo występów w A Lydze, bowiem FBK Kaunas i Atlantas Kłajpeda wycofały się z rozgrywek.

## Osiągnięcia
- A Lyga:

6. miejsce: 2009
- Puchar Litwy:[2]

Zdobywca: 2024
Finalista: 2011, 2014, 2019

## Bilans ligowy od sezonu 2004
| Sezon | Poz. lig. | Liga                | Pozycja | Źródło | Uwagi        |
| ----- | --------- | ------------------- | ------- | ------ | ------------ |
| 2004  | 3.        | Antra lyga (Zachód) | 3.      | [ 3 ]  |              |
| 2005  | 3.        | Antra lyga (Zachód) | 5.      | [ 4 ]  | Awans        |
| 2006  | 2.        | Pirma lyga          | 12.     | [ 5 ]  |              |
| 2007  | 2.        | Pirma lyga          | 6.      | [ 6 ]  |              |
| 2008  | 2.        | Pirma lyga          | 4.      | [ 7 ]  | Awans        |
| 2009  | 1.        | A lyga              | 6.      | [ 8 ]  |              |
| 2010  | 1.        | A lyga              | 6.      | [ 9 ]  |              |
| 2011  | 1.        | A lyga              | 6.      | [ 10 ] |              |
| 2012  | 1.        | A lyga              | 6.      | [ 11 ] |              |
| 2013  | 1.        | A lyga              | 6.      | [ 12 ] |              |
| 2014  | 1.        | A lyga              | 9.      | [ 13 ] | Spadek       |
| 2015  | 2.        | Pirma lyga          | 3.      | [ 14 ] |              |
| 2016  | 2.        | Pirma lyga          | 6.      | [ 15 ] |              |
| 2017  | 2.        | Pirma lyga          | 2.      | [ 16 ] |              |
| 2018  | 2.        | Pirma lyga          | 3.      | [ 17 ] |              |
| 2019  | 2.        | Pirma lyga          | 2.      | [ 18 ] | Awans        |
| 2020  | 1.        | A lyga              | 4.      | [ 19 ] |              |
| 2021  | 1.        | A lyga              | 7.      | [ 20 ] |              |
| 2022  | 1.        | A lyga              | 8.      | [ 21 ] |              |
| 2023  | 1.        | A lyga              | 6.      | [ 22 ] |              |
| 2024  | 1.        | A lyga              | 4.      | [ 23 ] | Puchar Litwy |

## Europejskie puchary
Legenda do wszystkich tabel:
- Q – runda eliminacyjna, 1/16, 1/8, 1/4, 1/2 – odpowiednia faza rozgrywek, Grupa – runda grupowa, 1r gr – pierwsza runda grupowa, 2r gr – druga runda grupowa, F – finał, R – runda, PO – play-off
- k. – rzuty karne, los. – losowanie, Dogr. – dogrywka, w. – zasada bramek strzelonych na wyjeździe

| Sezon   | Rozgrywki        | Runda | Klub          | Dom | Wyjazd | Ogólnie |
| ------- | ---------------- | ----- | ------------- | --- | ------ | ------- |
| 2011/12 | Liga Europy      | 1Q    | Qarabağ Ağdam | 0–4 | 0–3    | 0–7     |
| 2014/15 | Liga Europy      | 1Q    | Sligo Rovers  | 0–0 | 0–4    | 0–4     |
| 2025/26 | Liga Konferencji | 2Q    | Rosenborg BK  | 0–2 | 0–5    | 0–7     |

## Aktualna kadra
Stan na 8 lipca 2025
| Nr | Poz. | Piłkarz                |
| -- | ---- | ---------------------- |
| 4  | OB   | Modestas Vainikaitis   |
| 14 | PO   | Karolis Žebrauskas     |
| 15 | PO   | Benediktas Gailius     |
| 17 | PO   | Klaidas Birgiola       |
| 18 | PO   | Pijus Srėbalius        |
| 19 | OB   | Valdas Antužis         |
| 20 | PO   | Karolis Toleikis       |
| 21 | OB   | Karolis Pliuškys       |
| 22 | PO   | Mantas Petrikas        |
| 26 | OB   | Timūras Beržonskis     |
| 27 | PO   | Justas Kerpė           |
| 55 | BR   | Mantas Bertašius       |
| 22 | OB   | Erikas Smulkys         |
|    | OB   | HUGO                   |
|    | PO   | Rokas Filipavičius     |
|    | PO   | Aaron Olugbogi ✔️      |
|    | BR   | Armantas Vitkauskas ✔️ |
|    | OB   | Deividas Malžinskas ✔️ |

## Trenerzy
- Fiodoras Finkelis, do 1977
- Leonardas Lukavičius, ~1995
- Fabio Lopez, 2007–2008
- Valdas Ivanauskas, 2008–2009
- Vytautas Jančiauskas, 2009–2010
- Arminas Narbekovas, 2009–2013
- Mindaugas Čepas, 2013
- Maksim Tiščenko, 2014
- Vaidas Žutautas, 2015–2016
- Tomas Tamošauskas, 2017– 3 czerwca 2021[24][25]
- David Afonso, (3 czerwca 2021–)[26]